# Сільський музей Мармарощини
Сільський музей Мармарощини (рум. Muzeul Satului Maramureşean) — етнографічний музей побуту та архітектури у м. Мармарош-Сигіт, Румунія. У музеї зібрані дерев'яні будівлі з Мармарощини, а також сусідніх Закарпатської та Івано-Франківської областей України.
Музей урочисто відкрито 30 травня 1981 року під час урочистого відзначення Міжнародного дня музеїв. У церемонії відкриття взяли участь 70 директорів музеїв з Румунії, десятки фахівців, академічних дослідників, вчених.
Музей поділяється на три секції: природничу, історично-археологічну та етнографічну.
У музеї представлені як хати, так і елементи побуту жителів регіону — українців, румунів, угорців, євреїв та німців, переважно 17-18 століття.

## Галерея

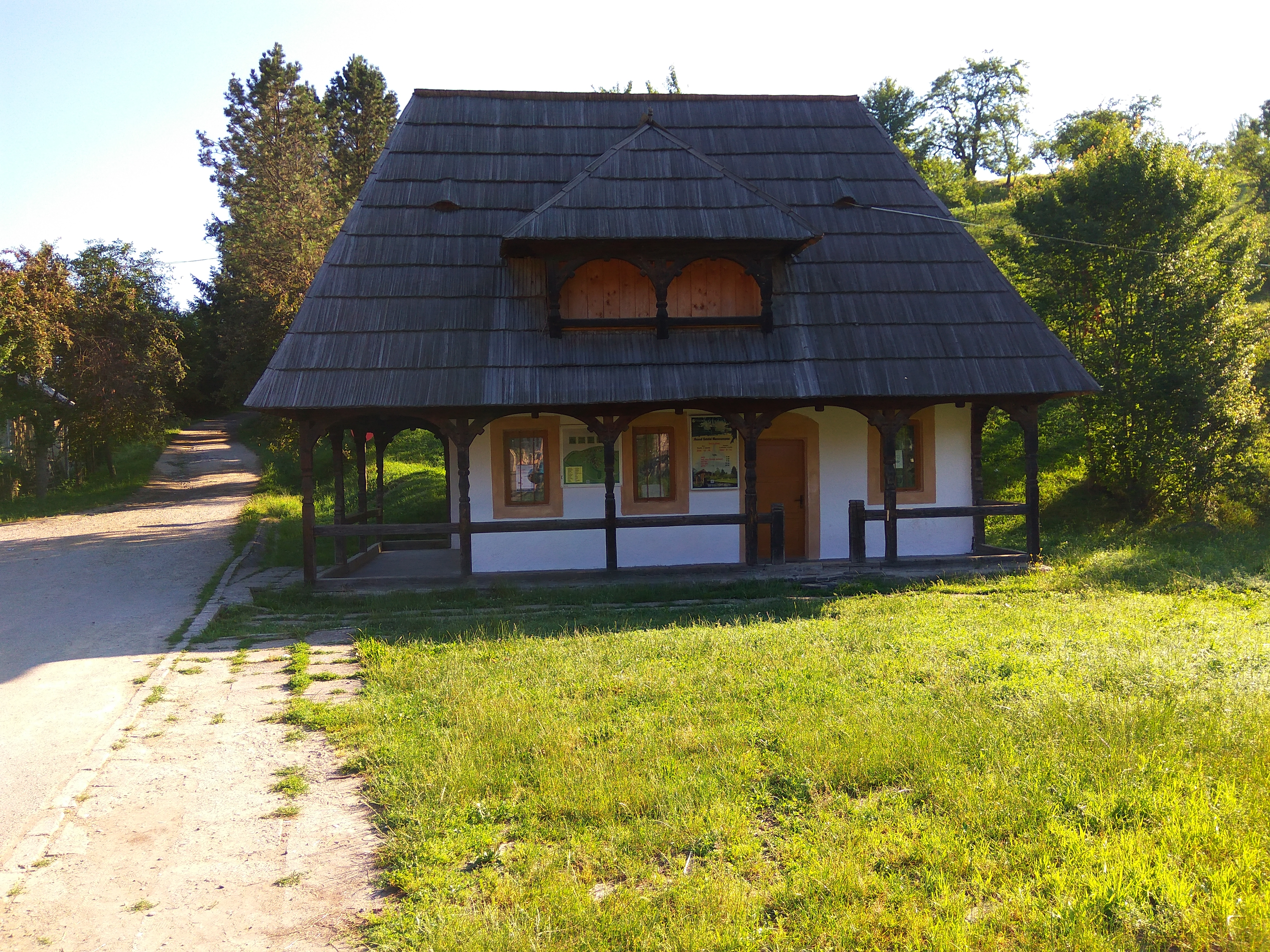
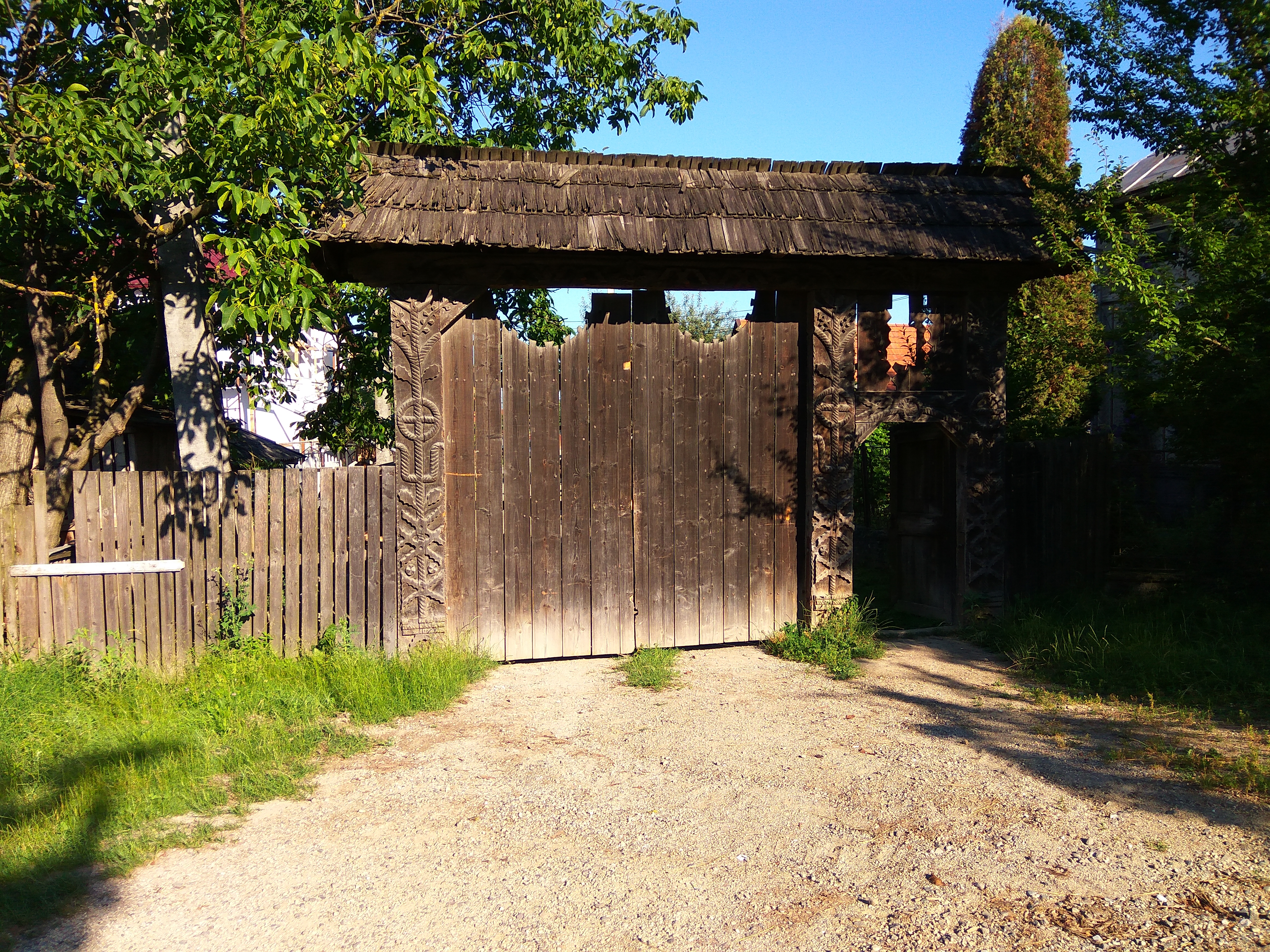
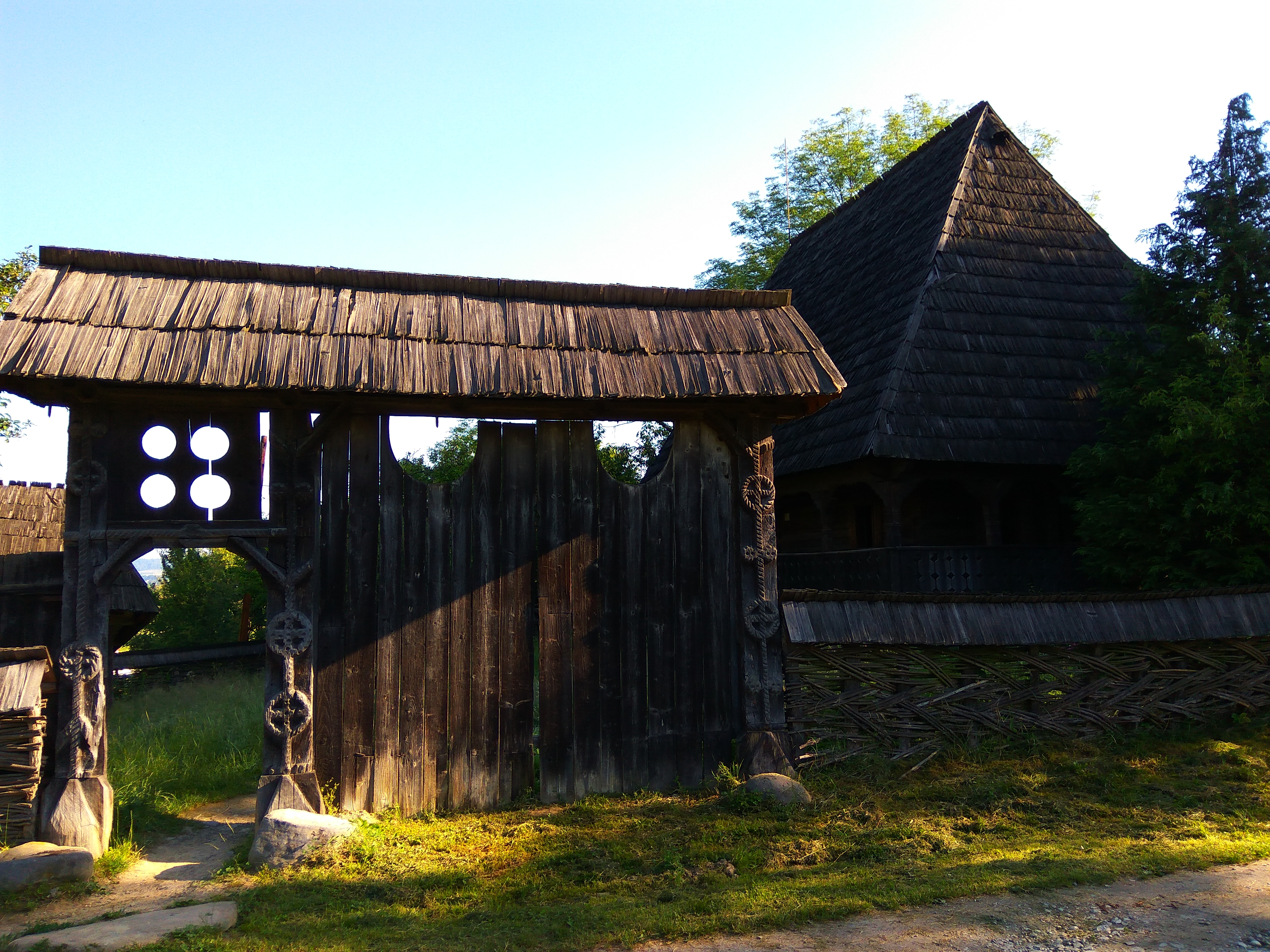
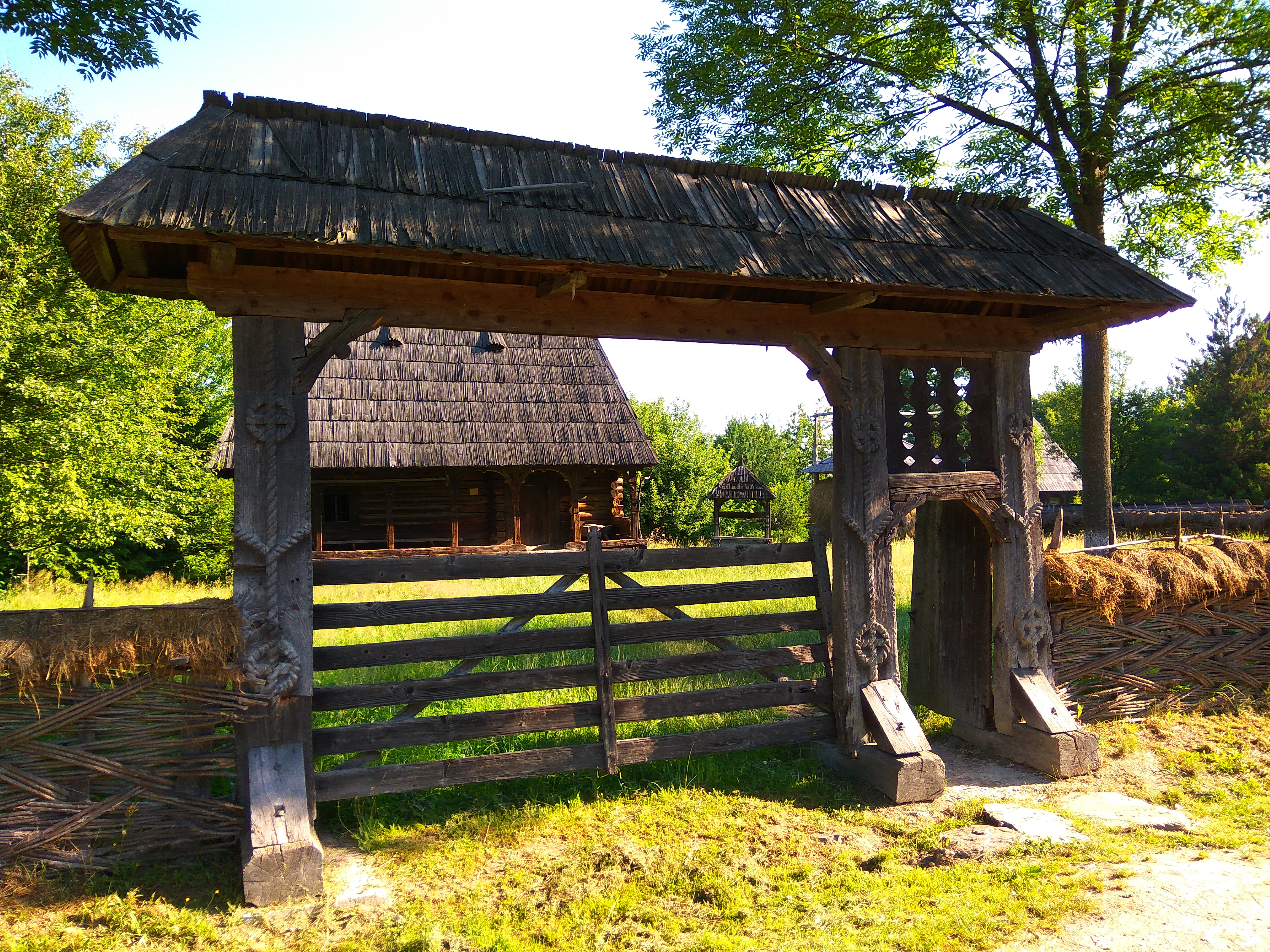
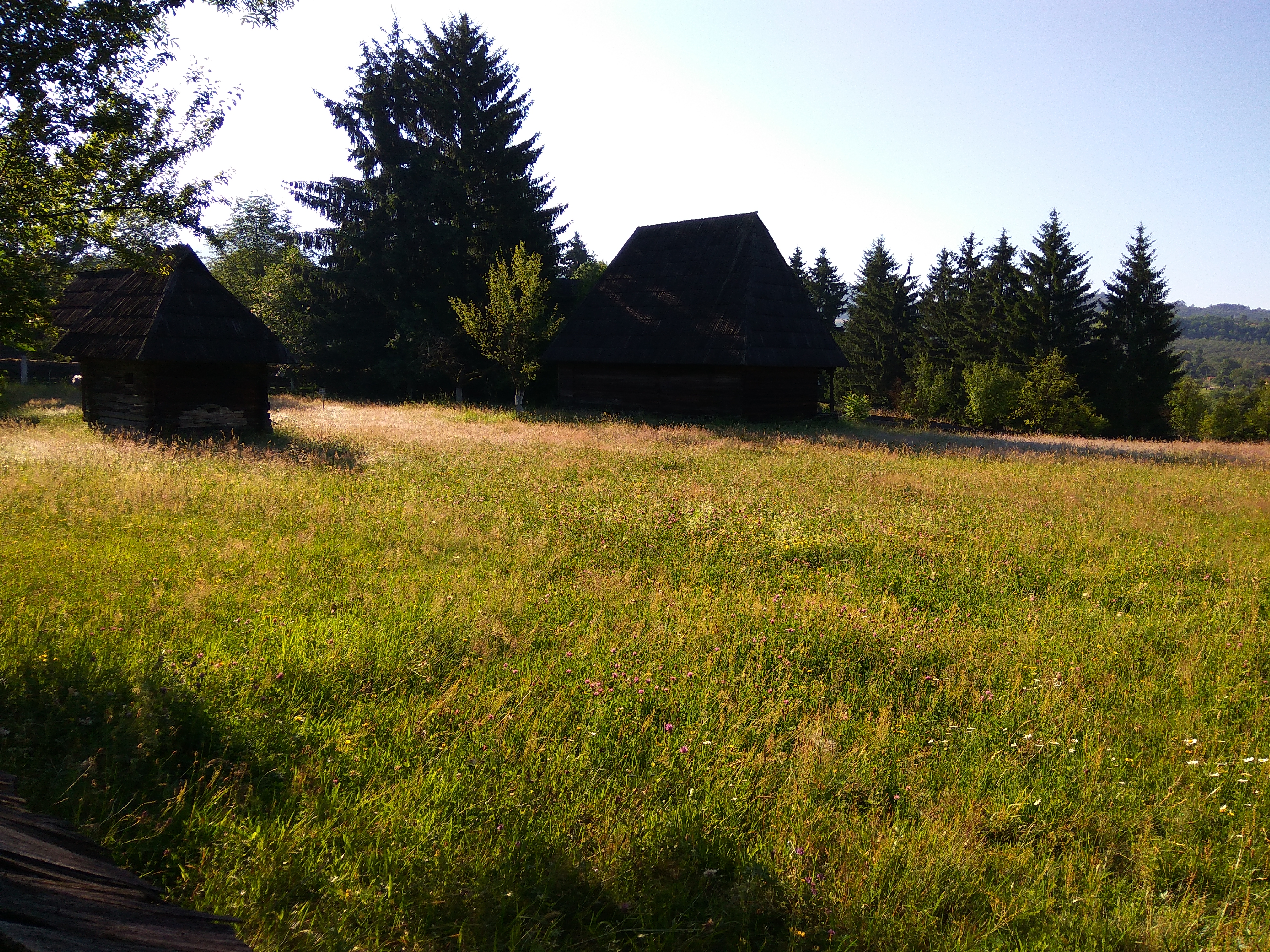
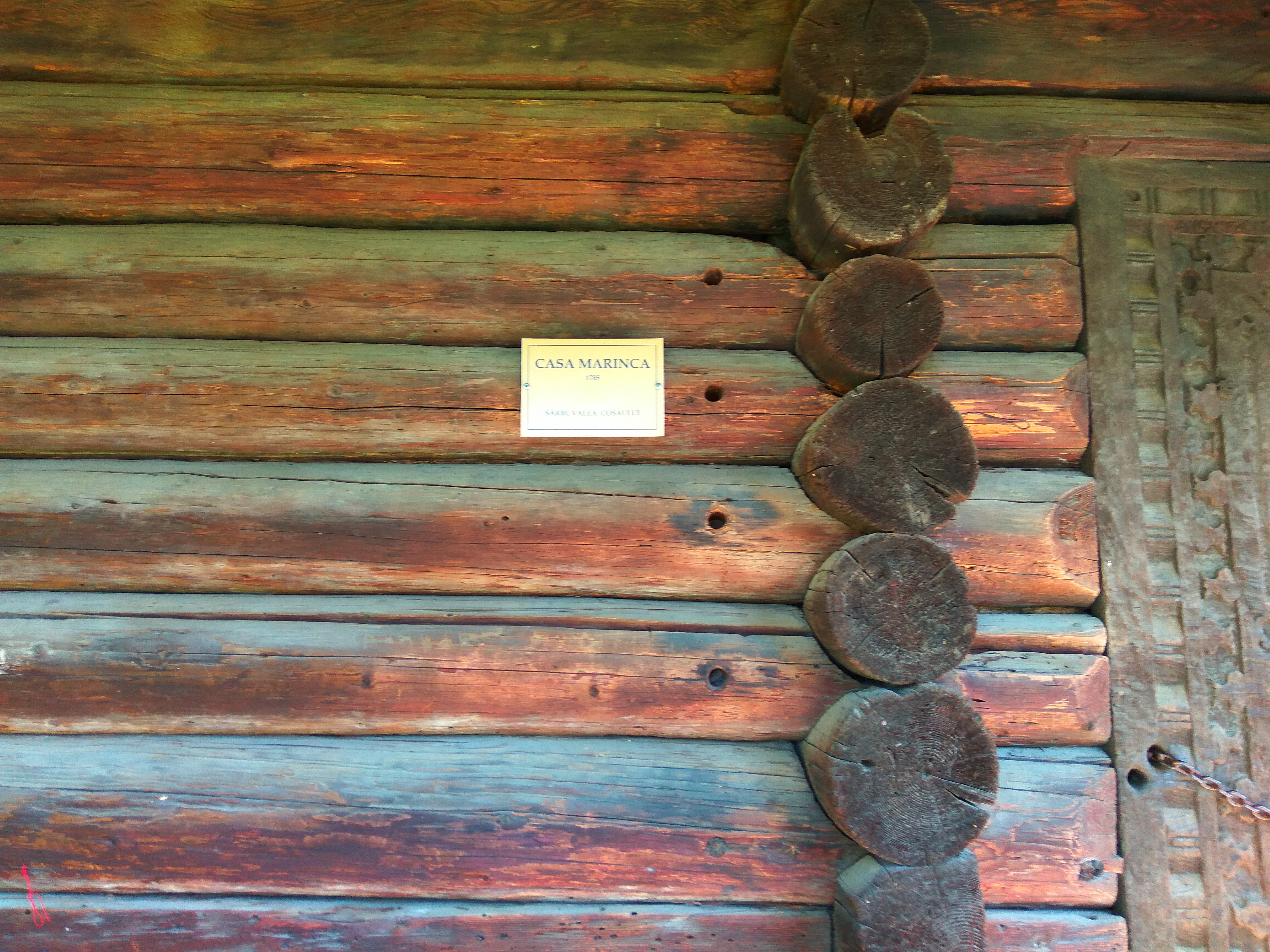
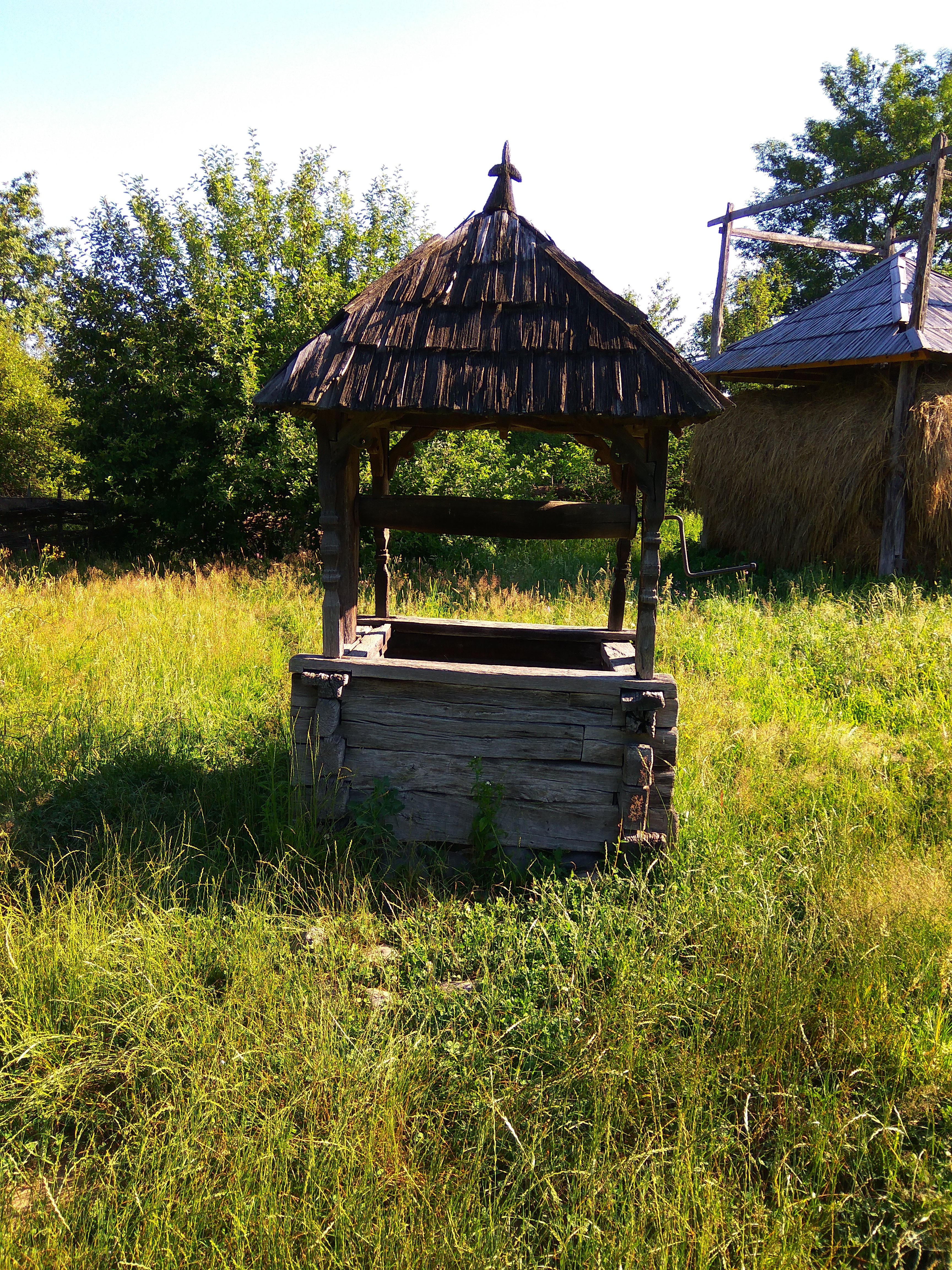
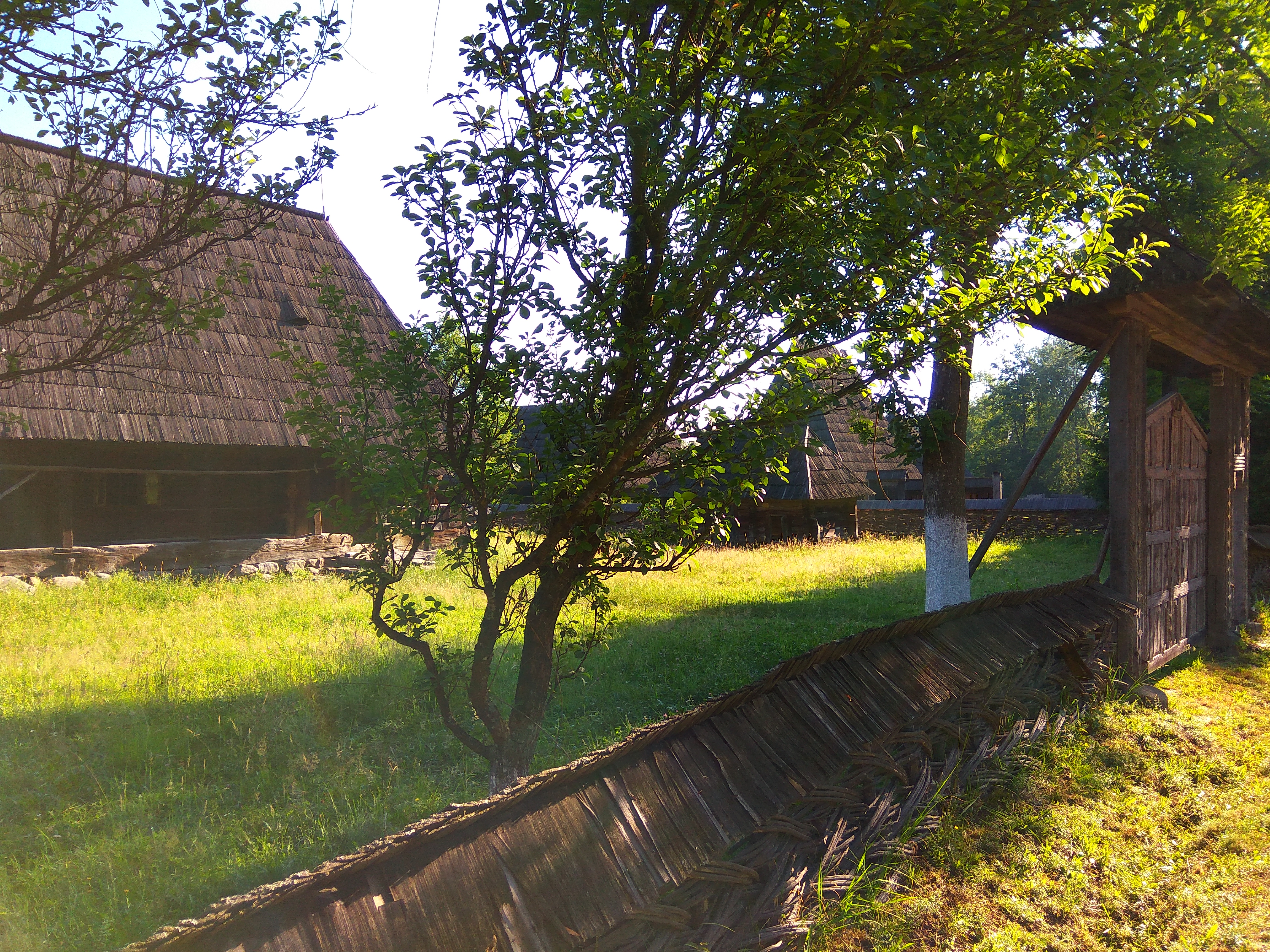
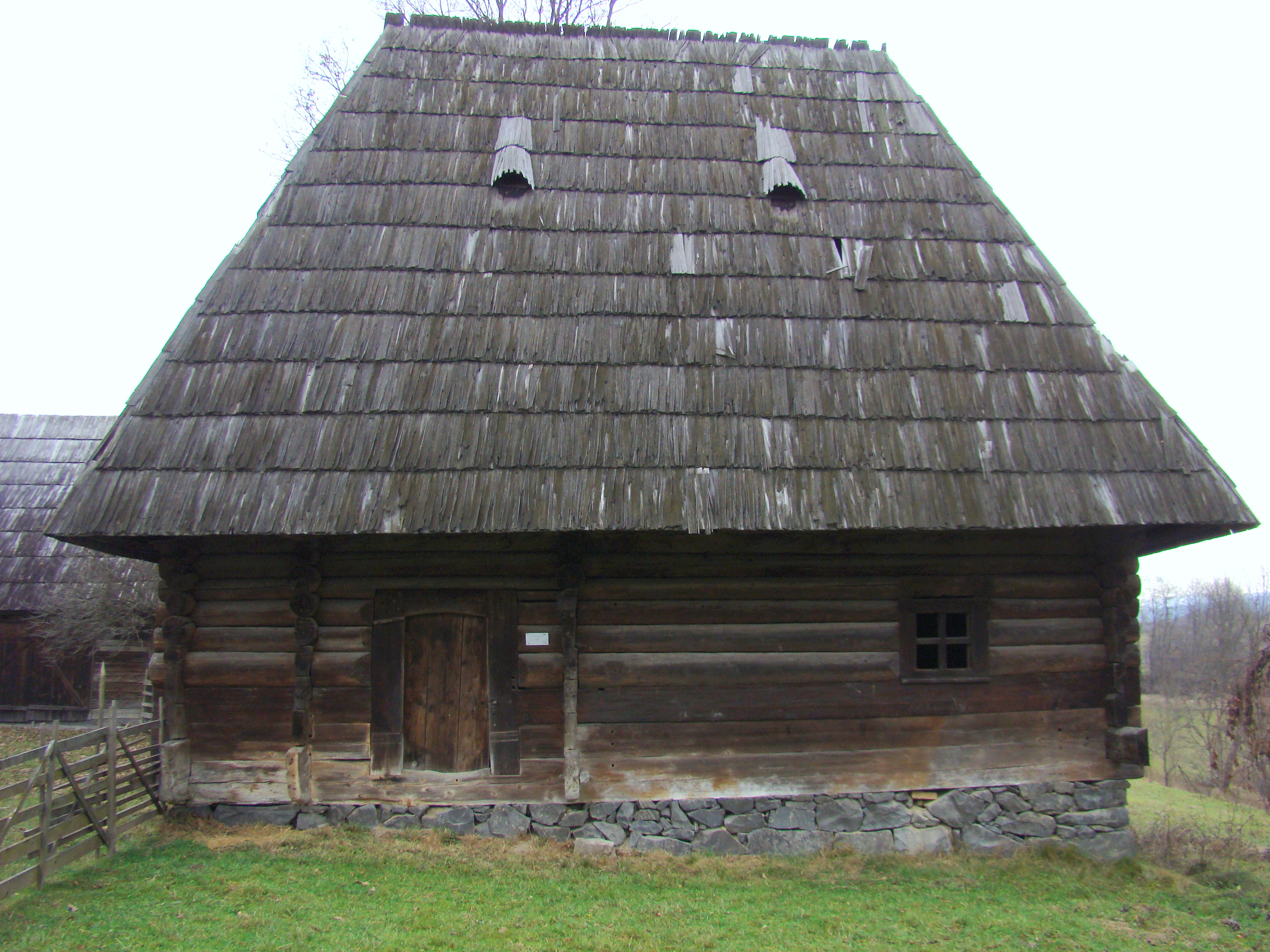
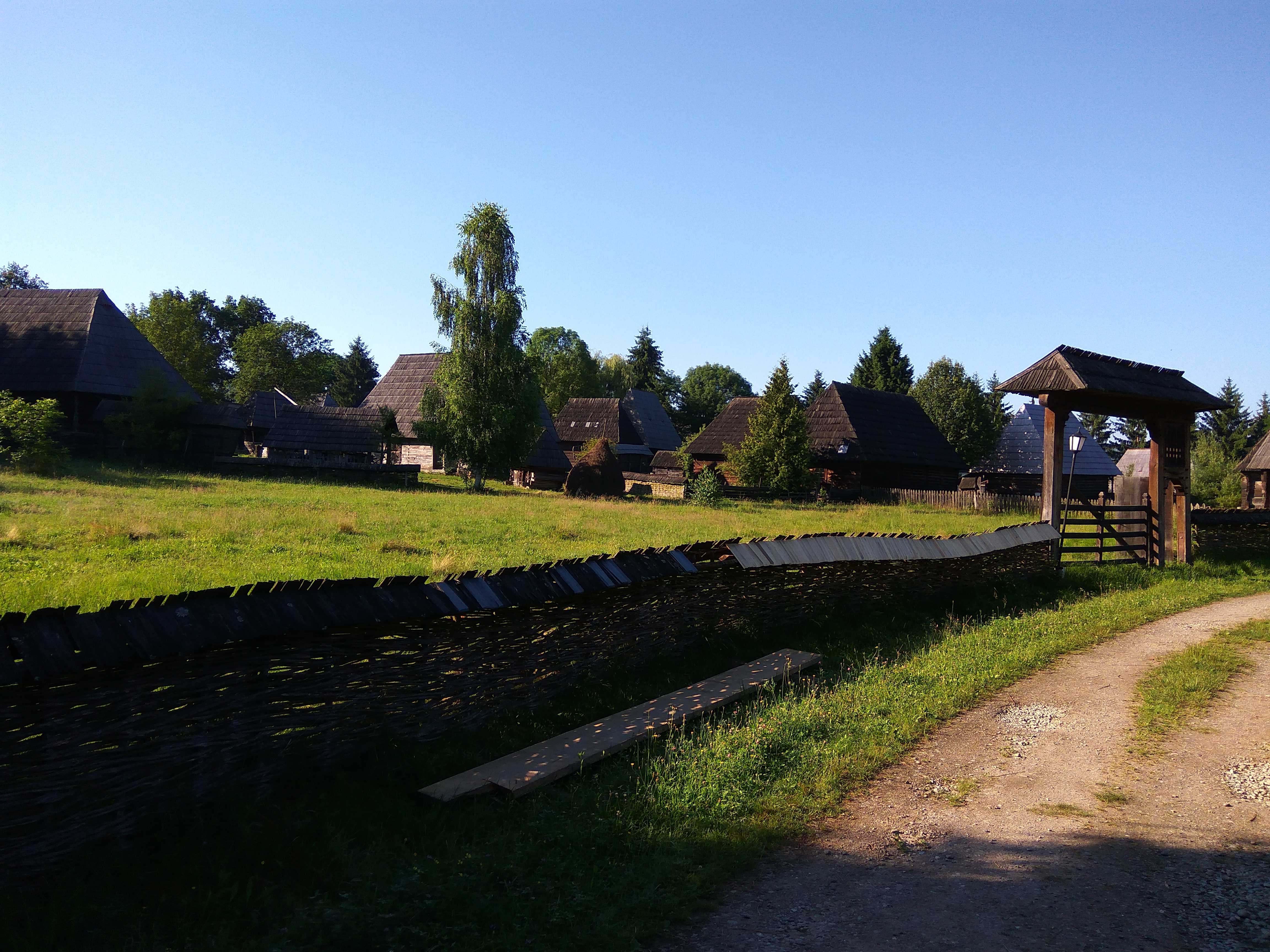
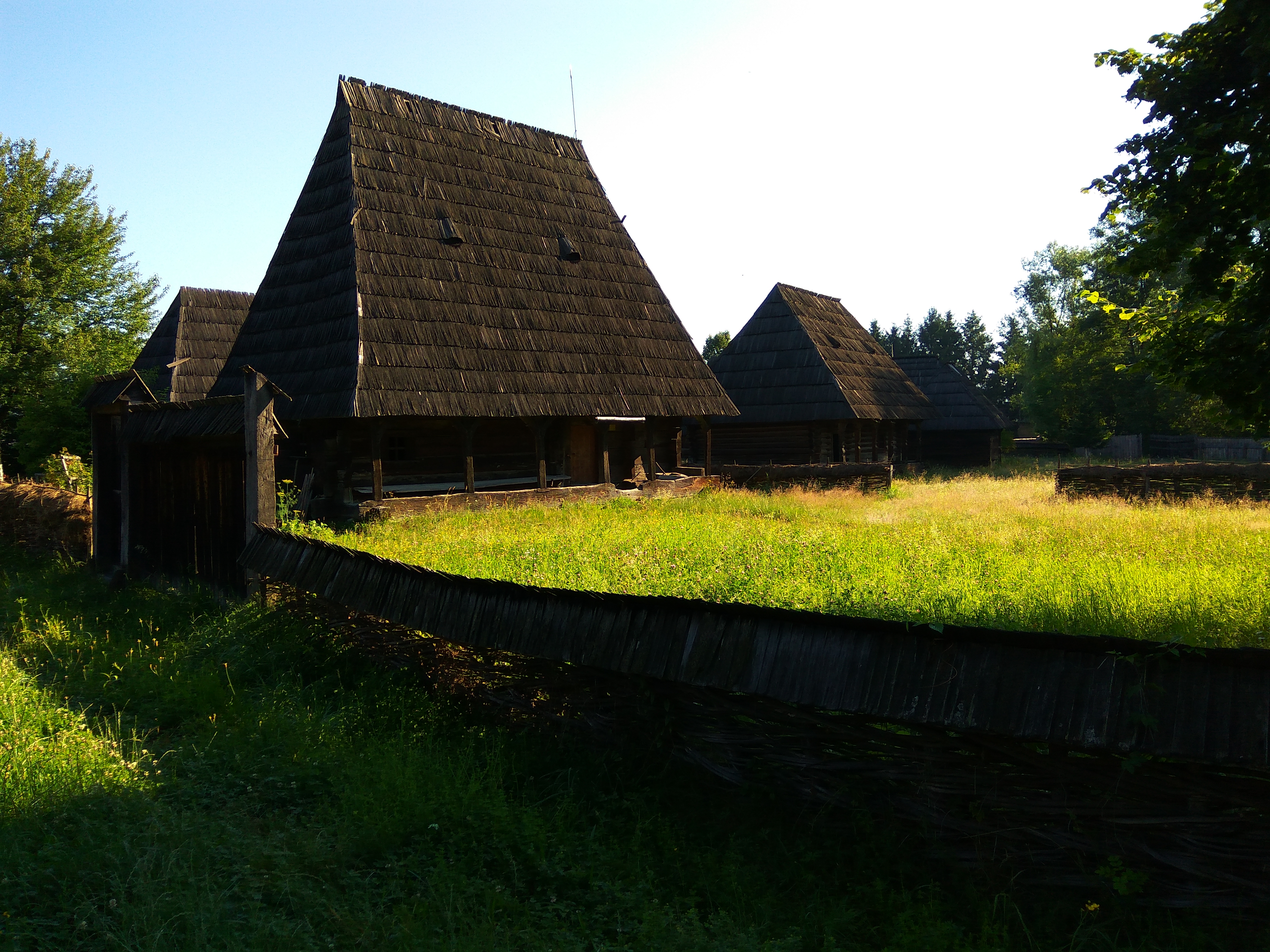
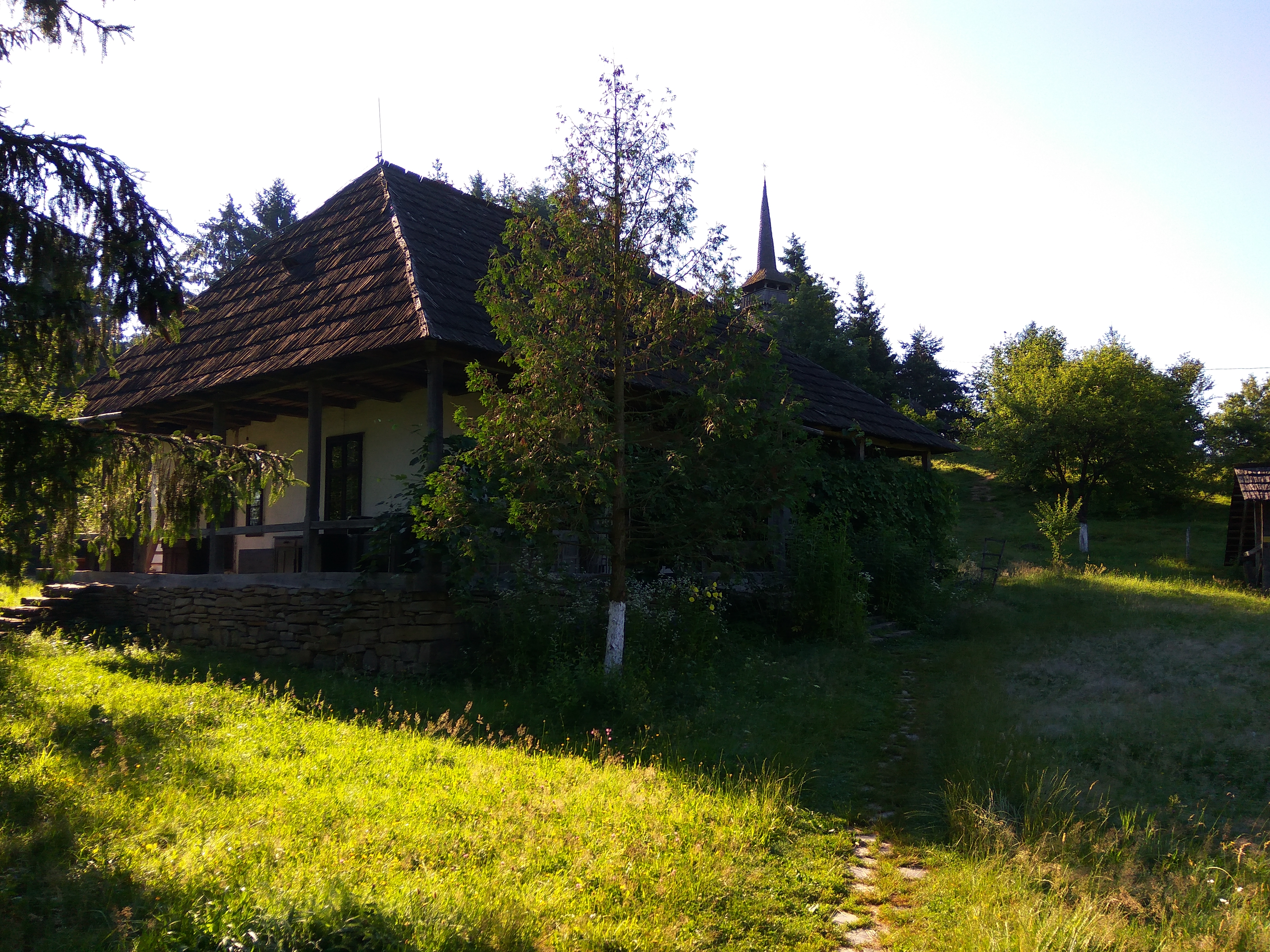
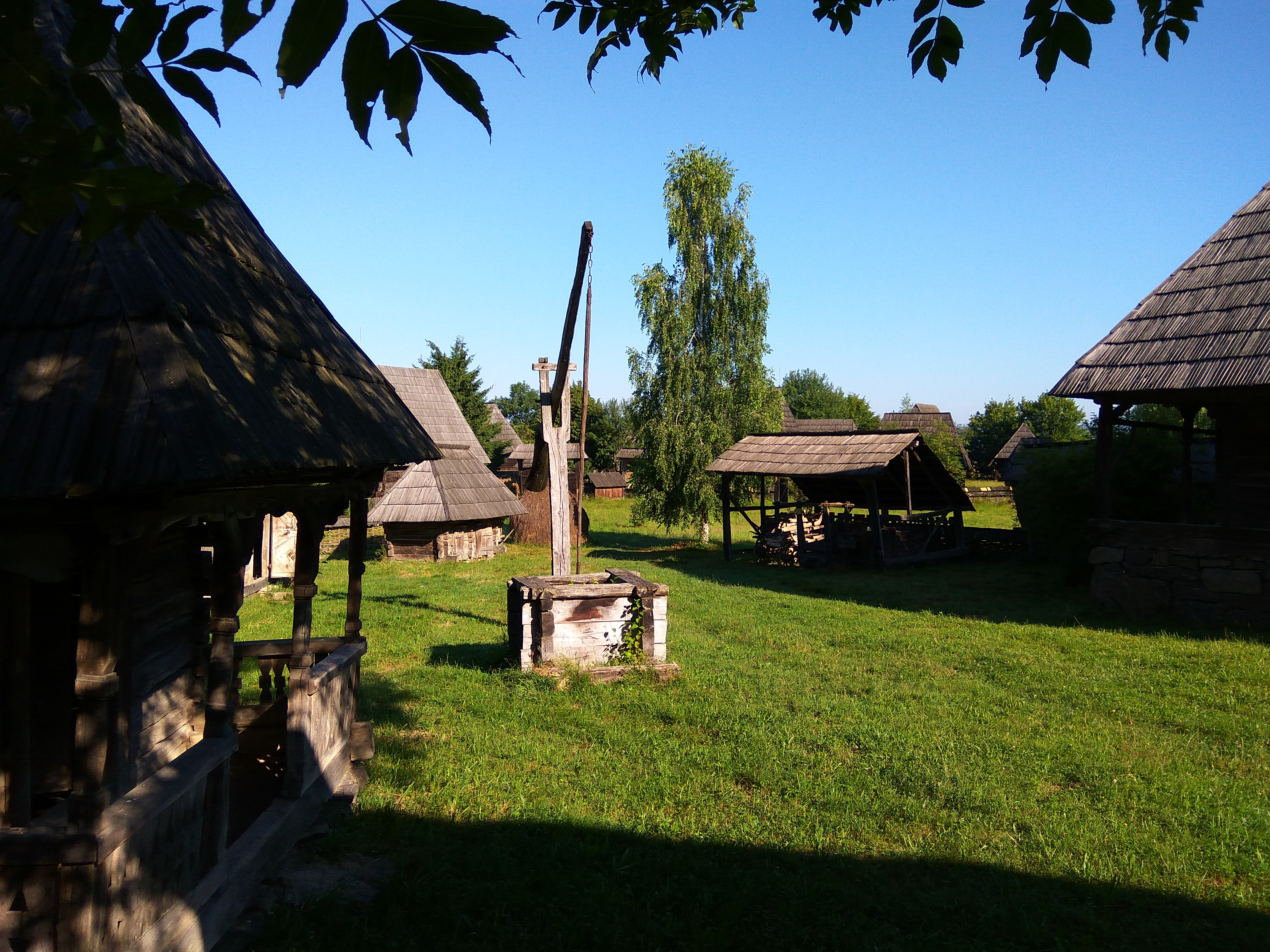
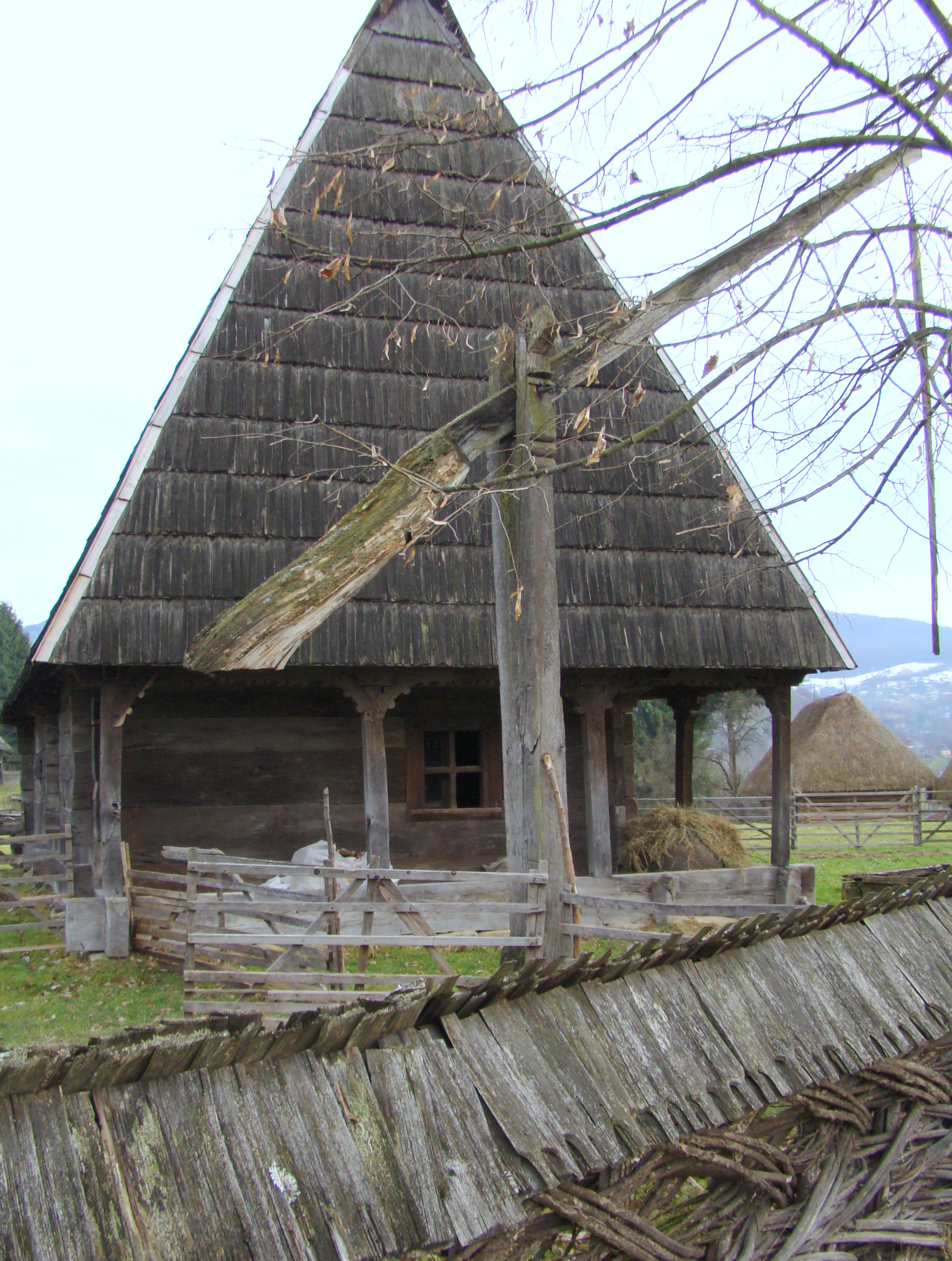
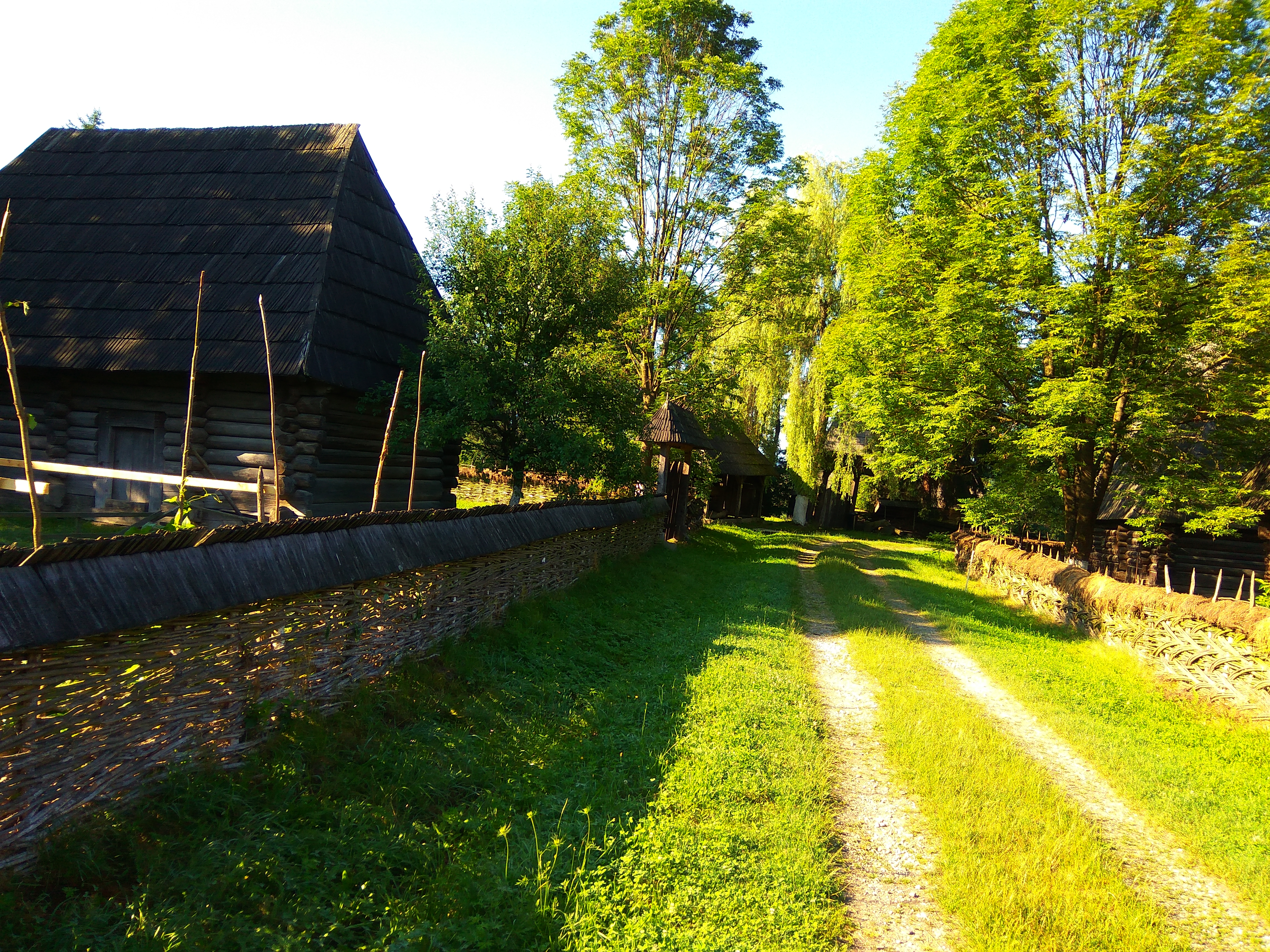
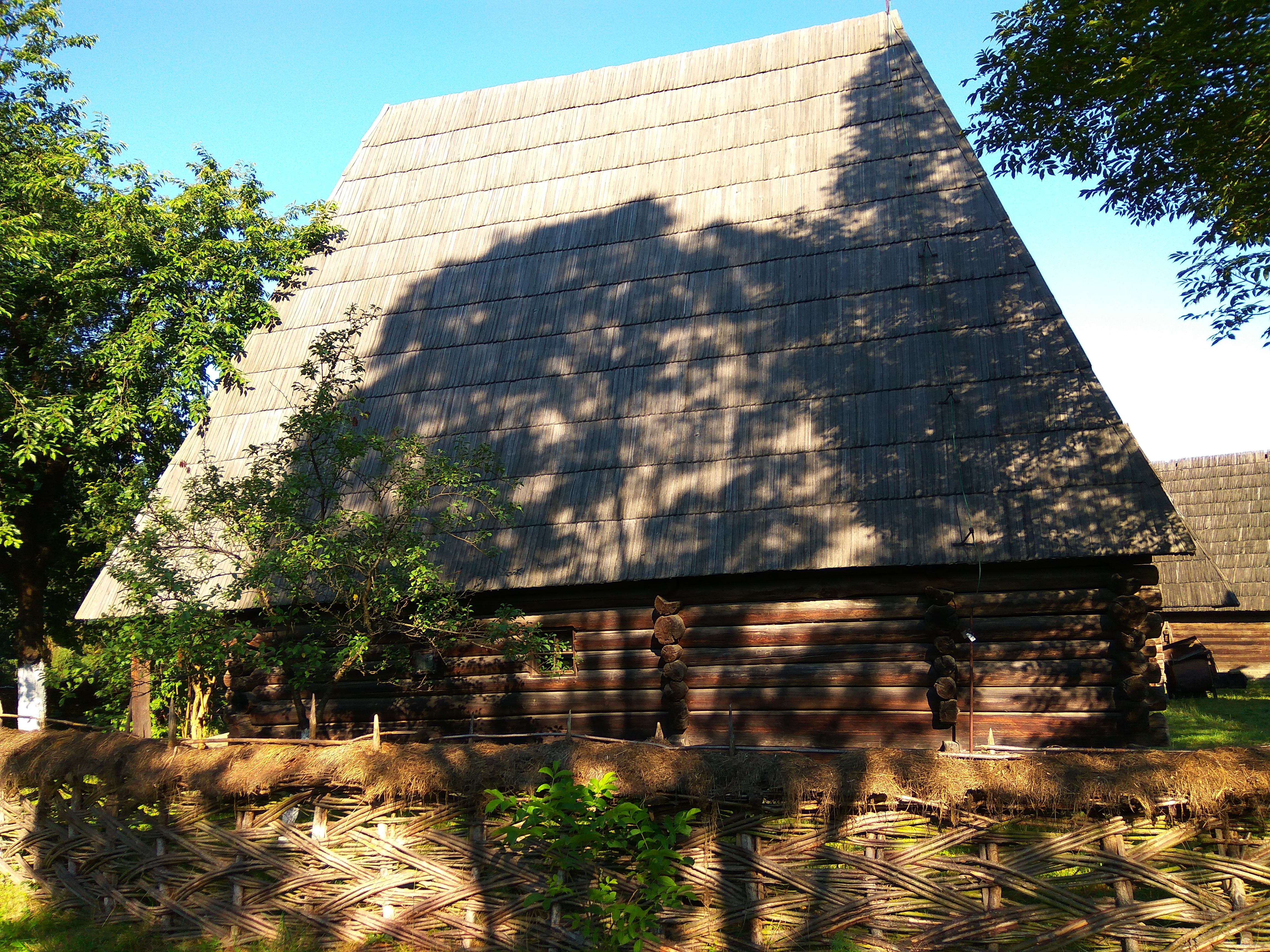
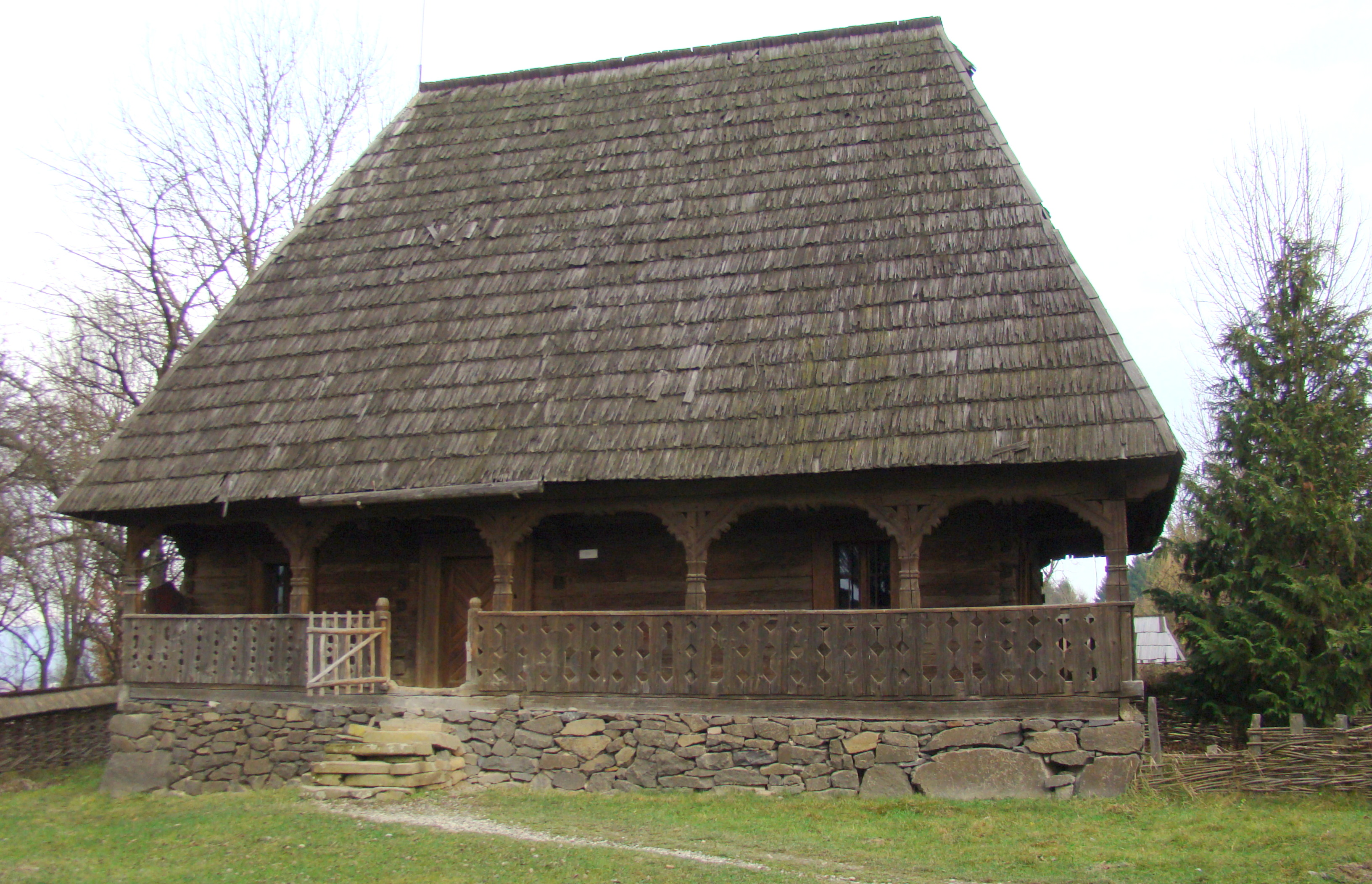
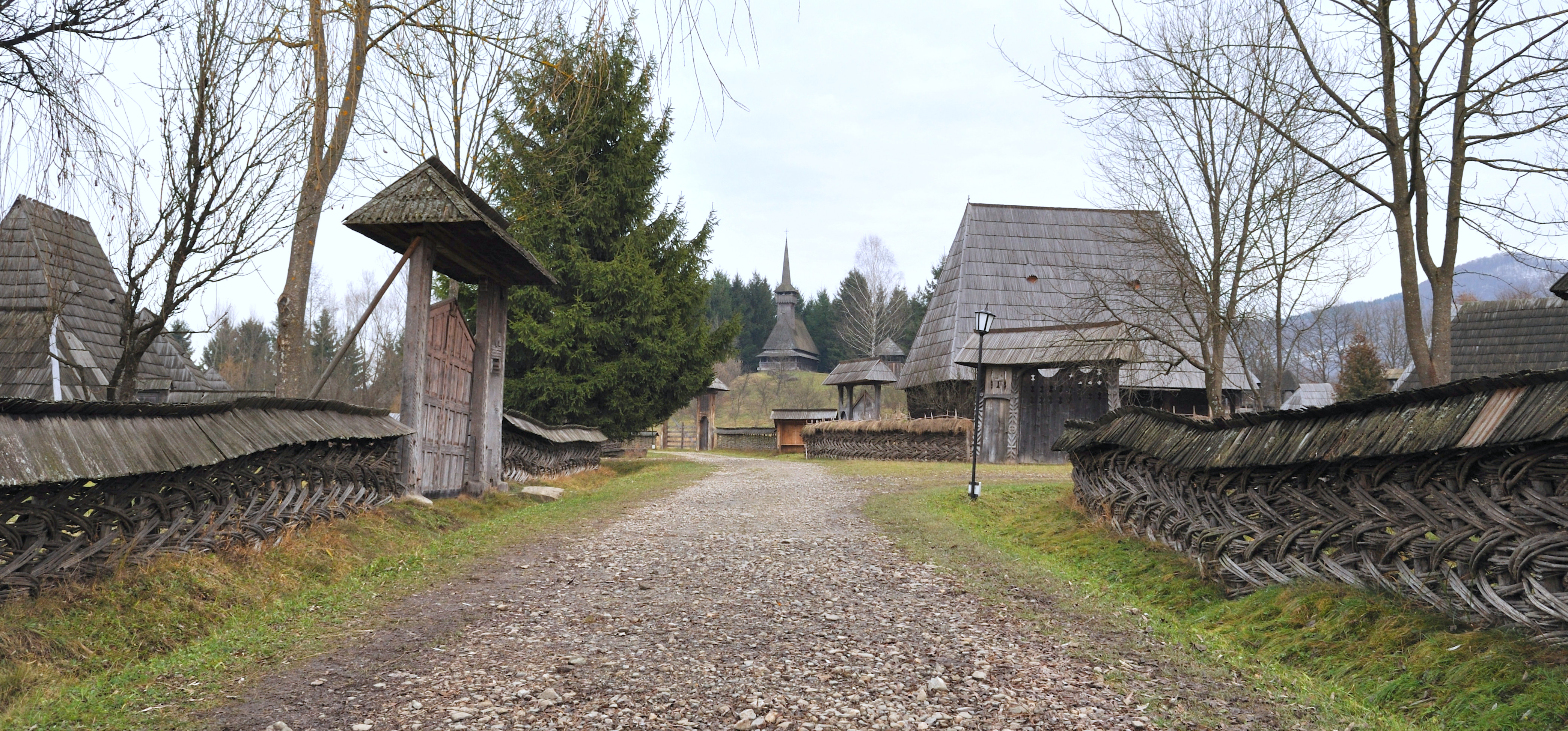
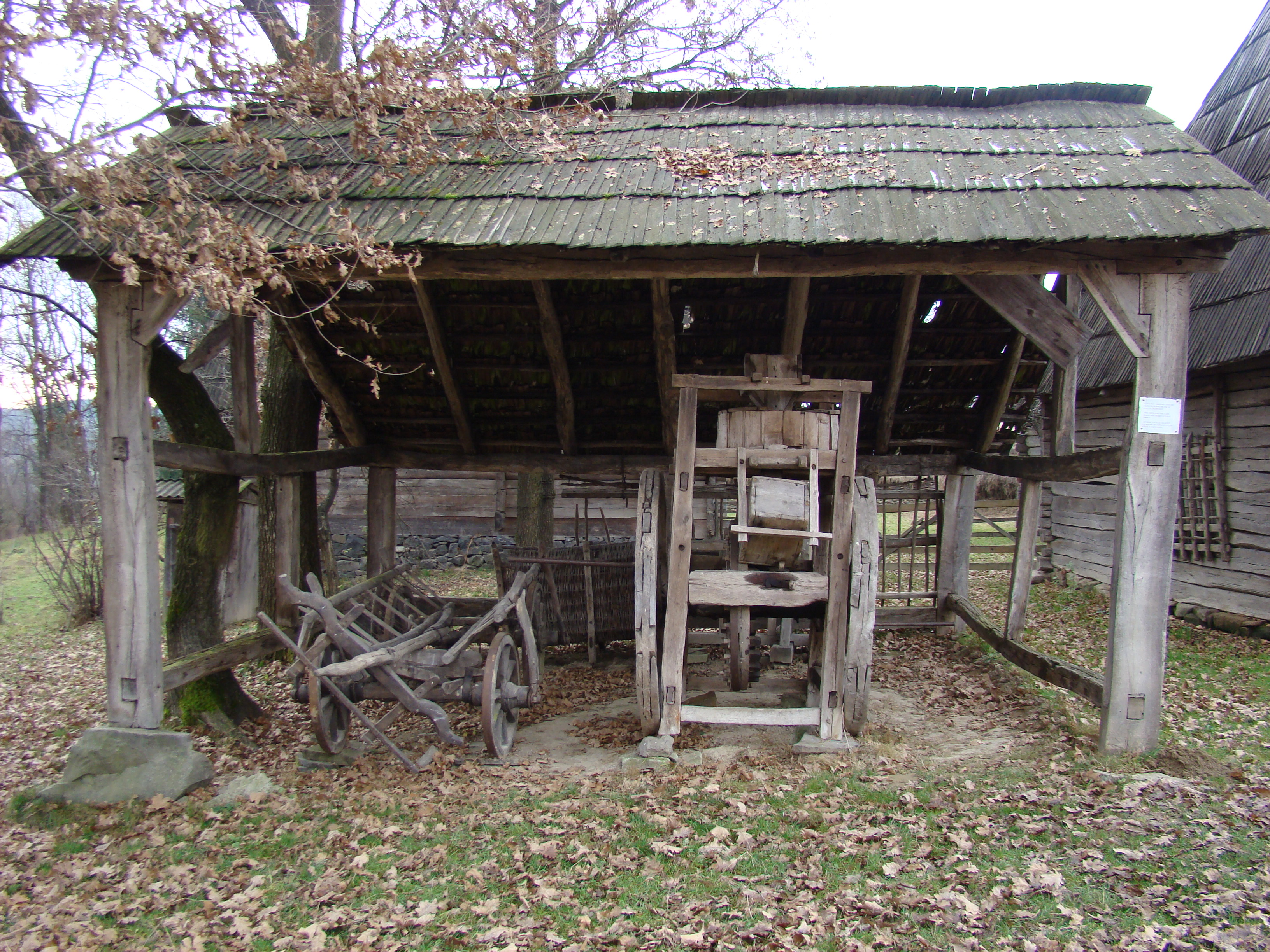
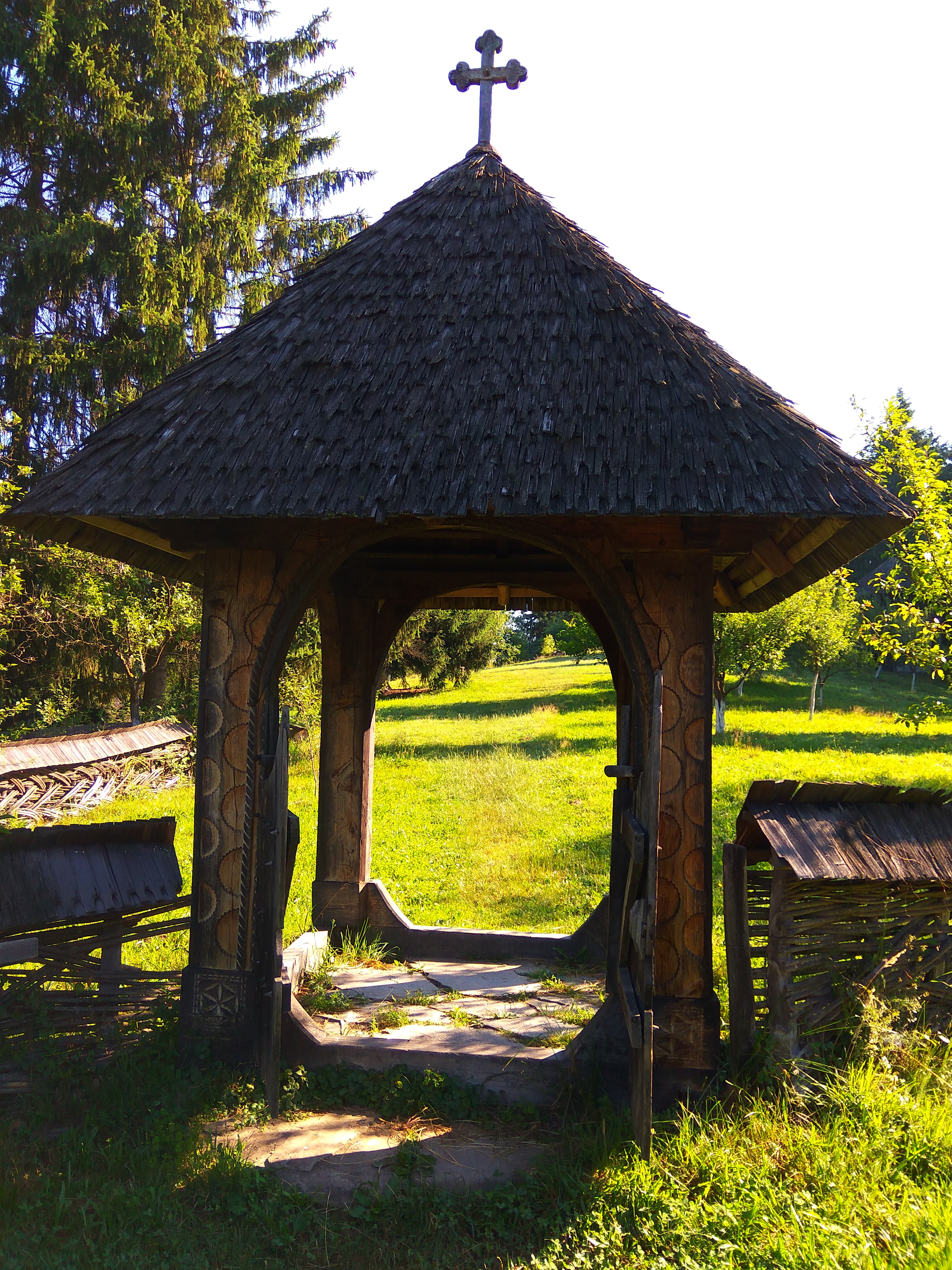
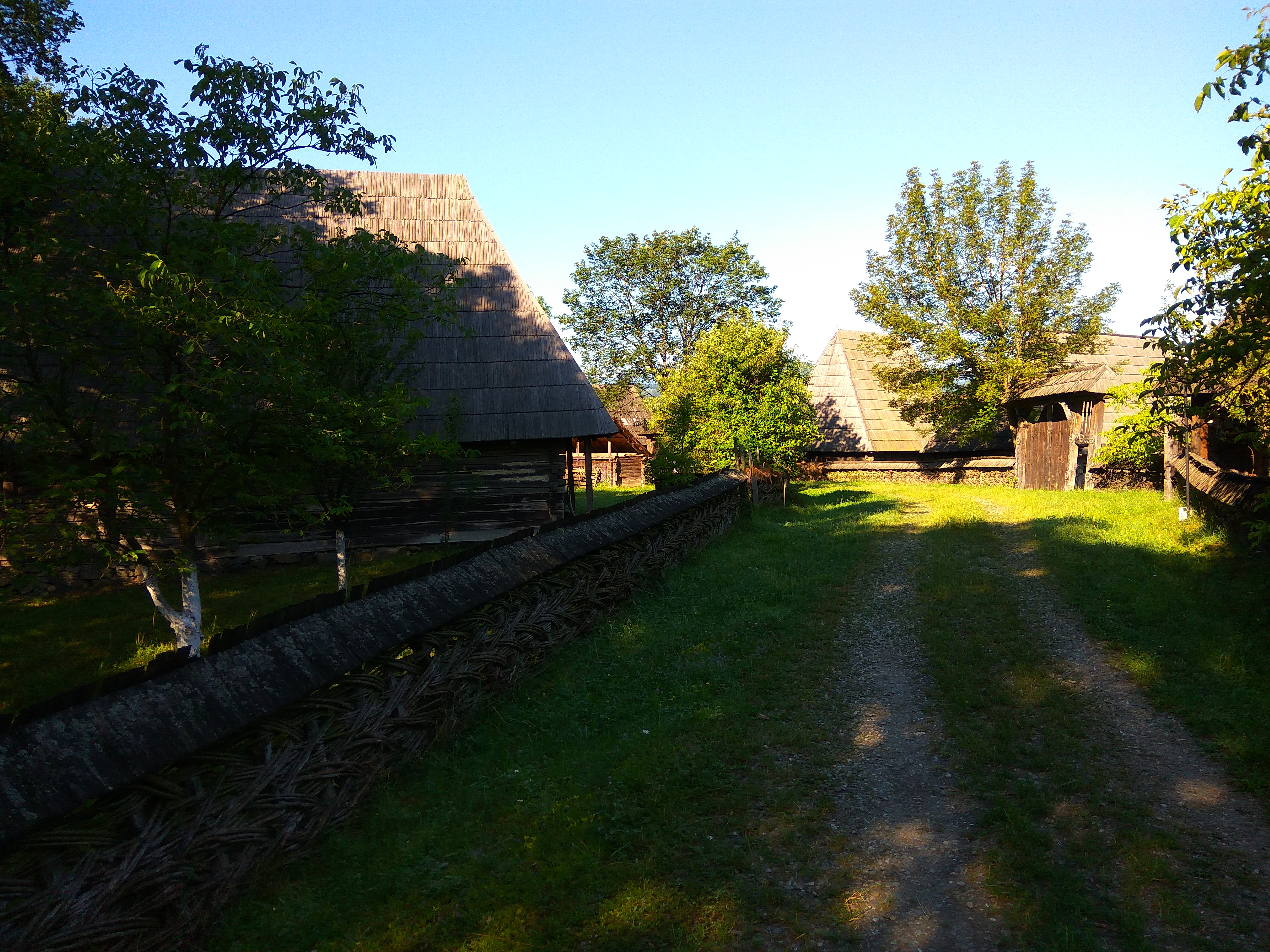
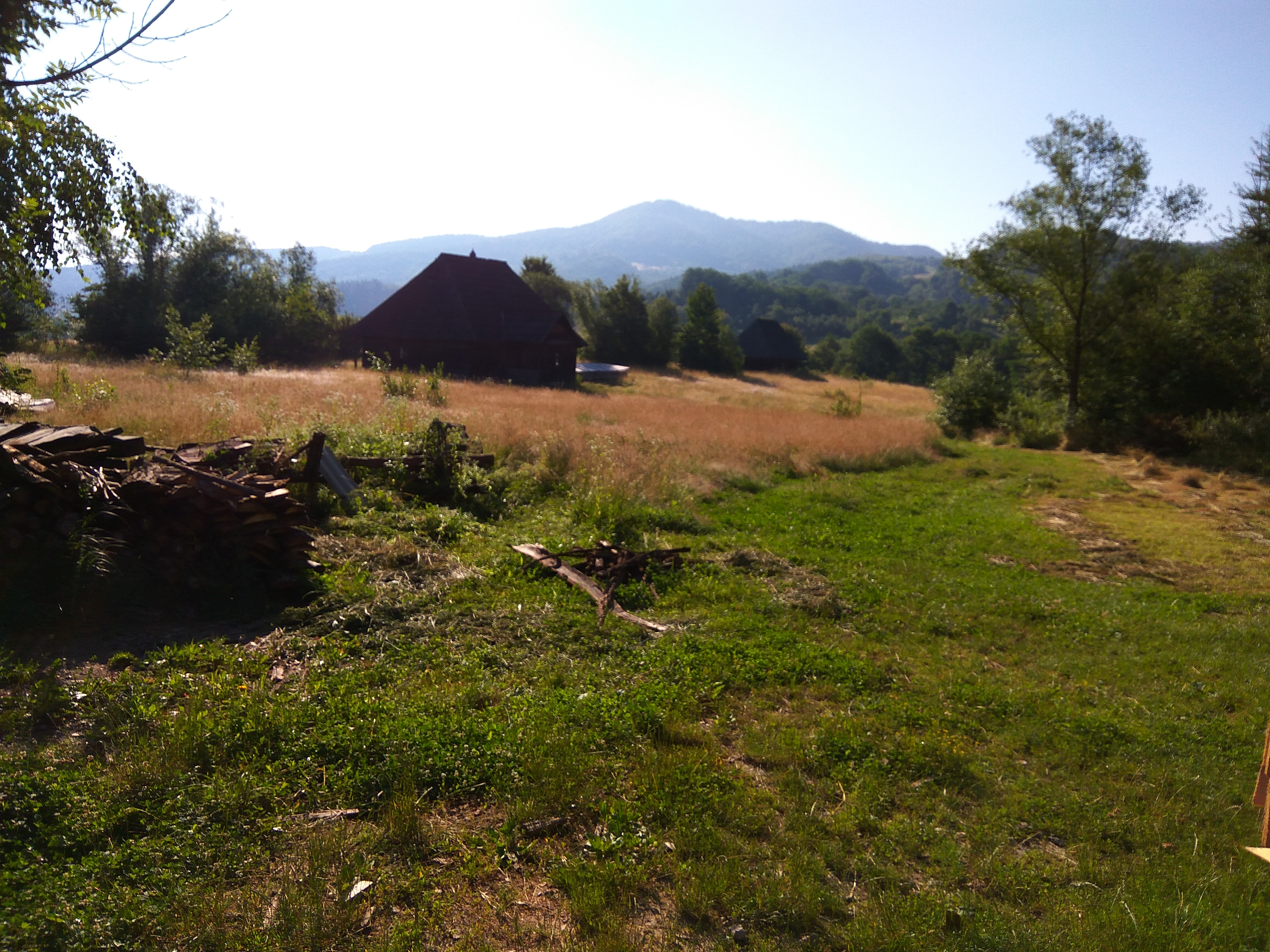
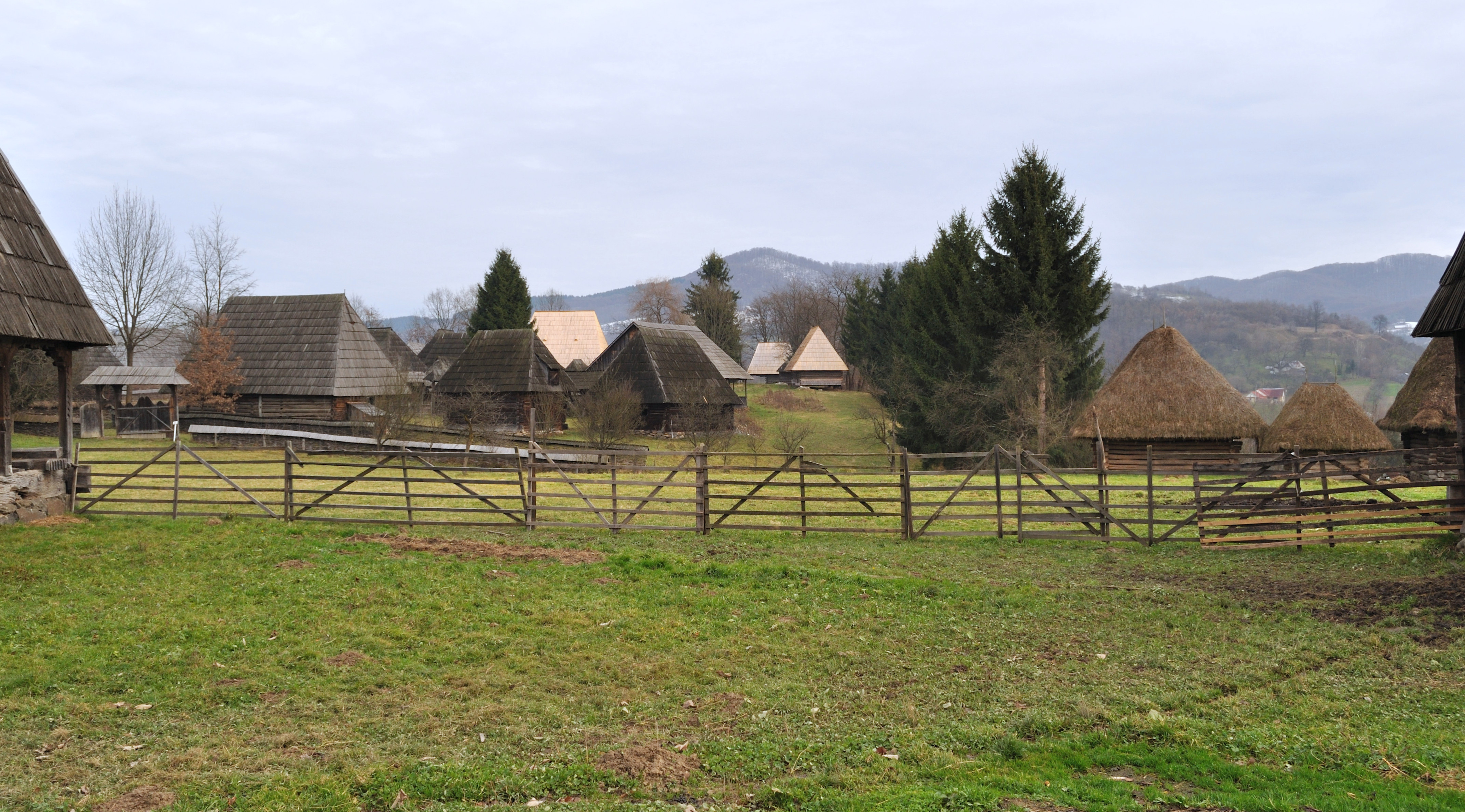
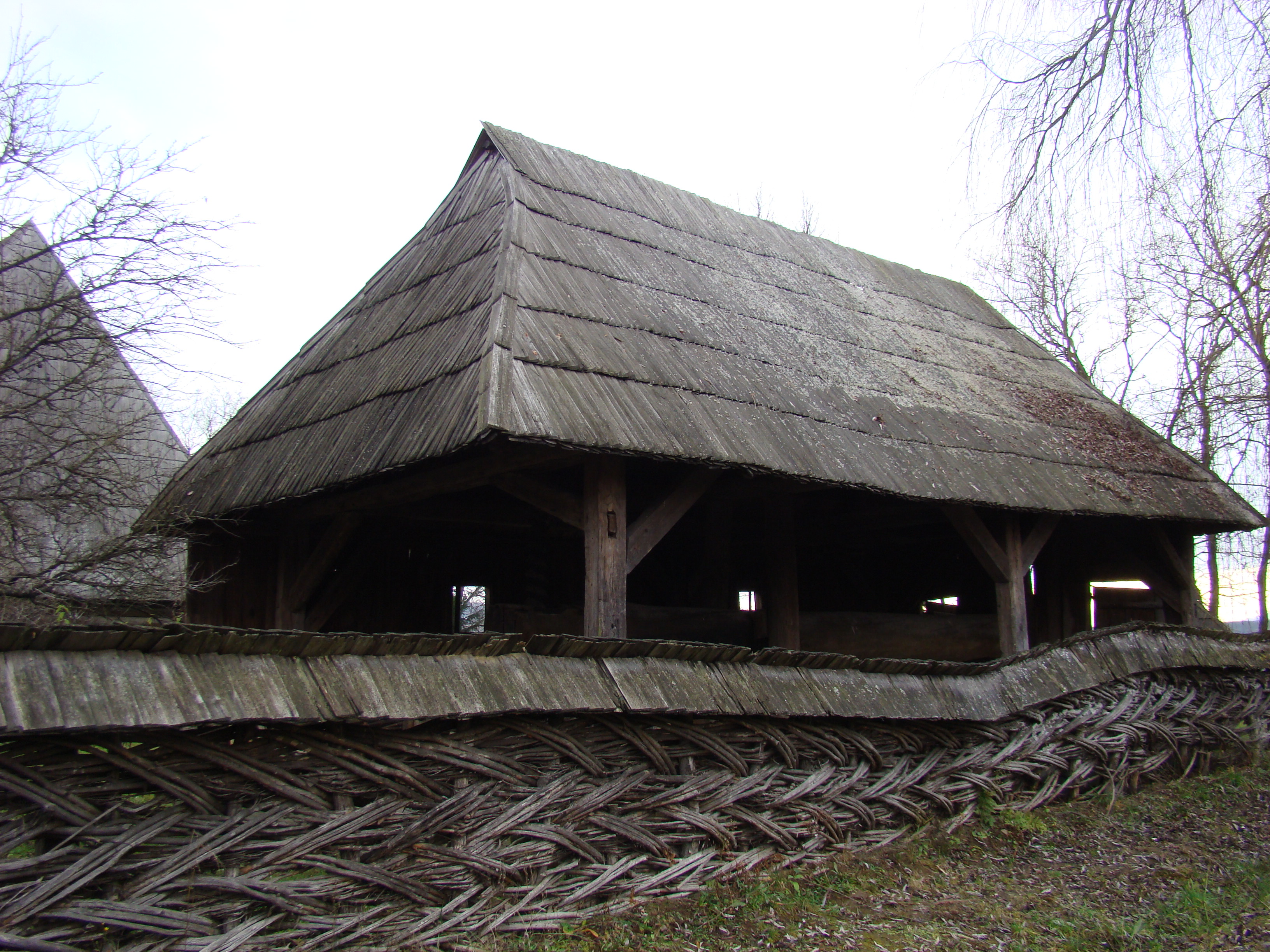
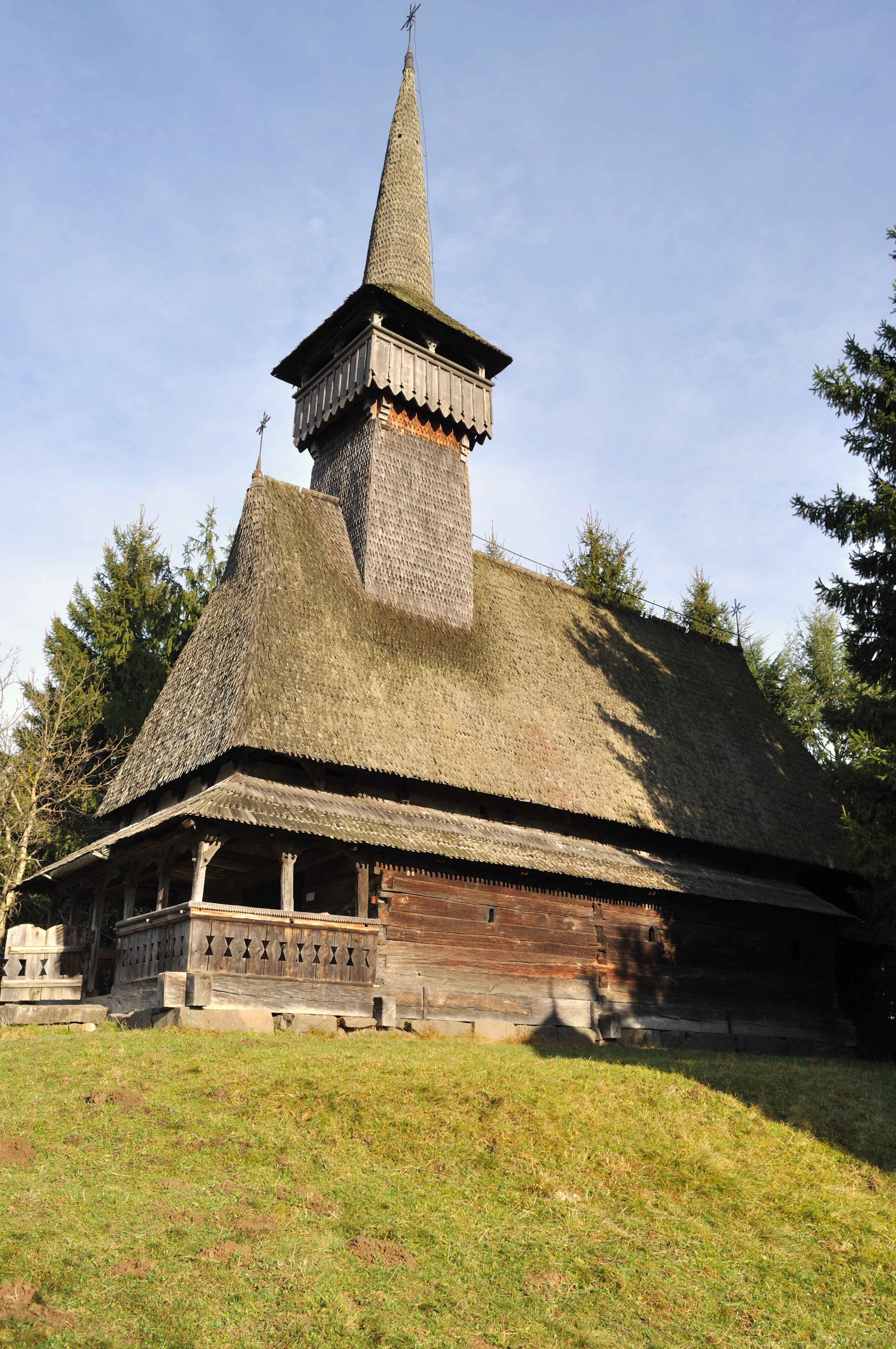
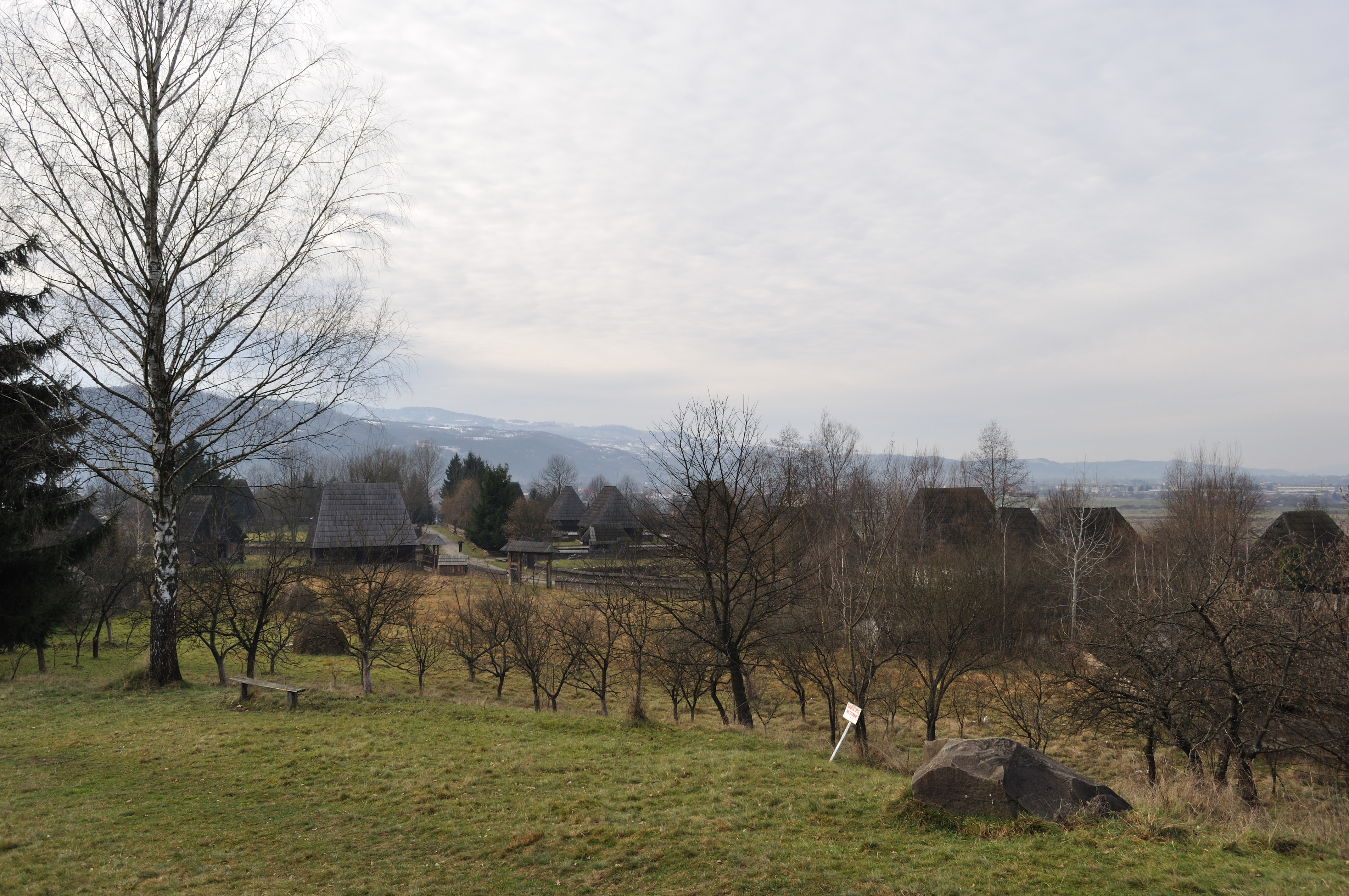
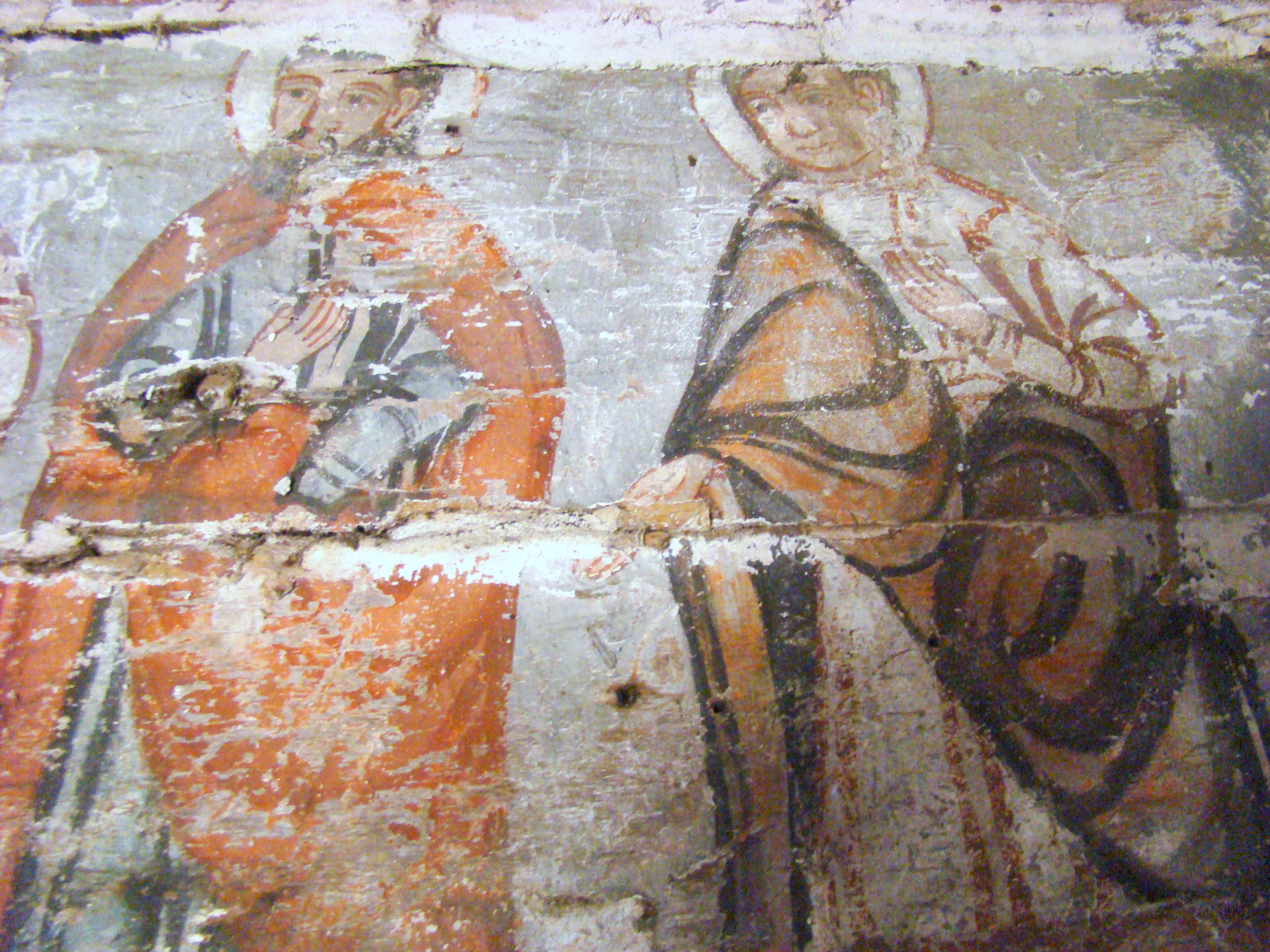
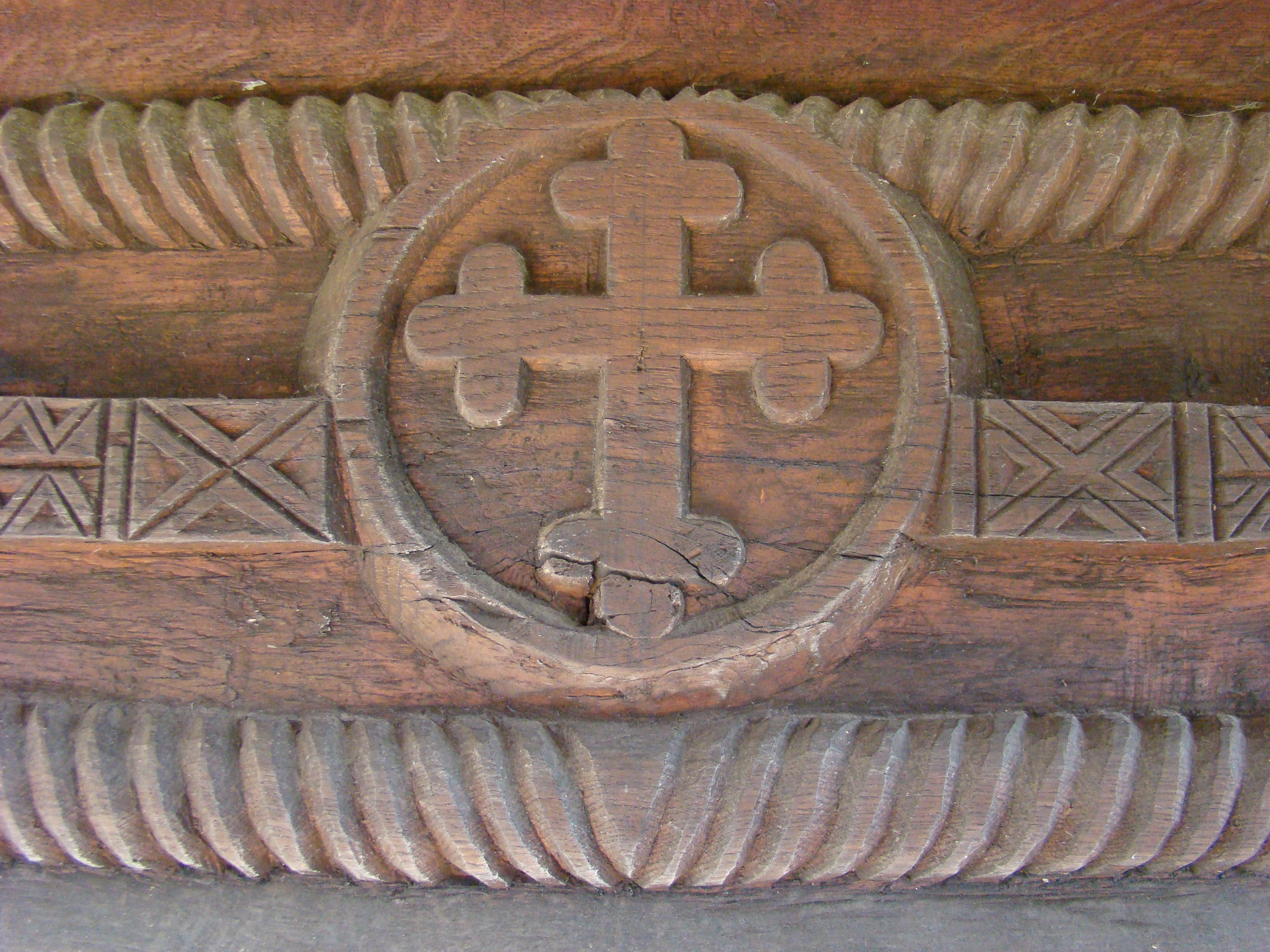